# Расы (фэнтези)

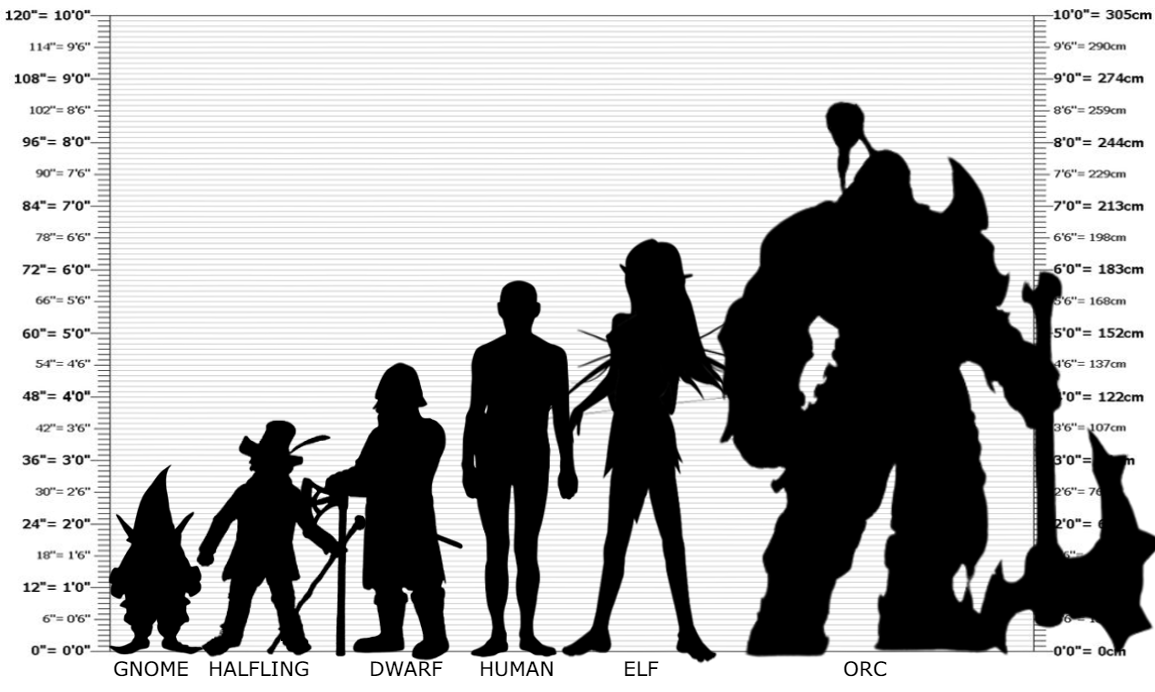
Стереотипные фэнтезийные расы

Расы (англ. races), также разумные расы в фэнтези, а также близкой к ней фантастике (прежде всего в космоопере) представляют собой скорее отдельные биологические виды разумных существ, чем расы реального мира. Традиционным является разделение всех известных в вымышленном мире разумных существ на несколько рас или этносов с особой культурой и происхождением и отличающихся своими возможностями и приспособленностью к среде обитания. Расы являются одним из наиболее часто встречающихся элементов в фэнтези.
Серьёзное влияние на идею разделения на расы в фэнтези оказал Джон Толкин, который закрепил концепцию рас и популяризовал этот термин. Он ввёл в фэнтези эльфов, гномов, хоббитов, орков (гоблинов) и энтов. Все они, кроме полуросликов, имеют корни в фольклоре, но в фэнтези они, в основном, понимаются в значительно изменённой интерпретации Толкина. Дальнейшее развитие фэнтезийных рас осуществила настольная ролевая игра Dungeons & Dragons, систематизировавшая представления о них и сильно повлиявшая на их образы в современных играх, литературе и визуальном искусстве.
Наиболее популярными расами в фэнтези являются: люди, эльфы (тёмные эльфы), феи, дворфы (гномы), полурослики, орки, гоблины, огры, тролли, оборотни, разумная нежить (вампиры, личи), демоны.
В некоторых произведениях к расам могут относиться и такие мифические существа, как ангелы, драконы, кентавры, минотавры, энты и другие, хотя их особенности/уровень интеллекта/социальная структура неоднозначны и во многом отличаются от рас, указанных выше. Также фигурируют гибридные расы, например, полуэльфы и полуорки. Архетипы этих рас восходят, в основном, к кельтской, германской, греческой и христианской мифологии.
Представители рас в фэнтези имеют стереотипный характер, но очень распространены сюжеты о нетипичном поведении конкретных их представителей: благородные вампиры, мудрые и справедливые драконы, страдающие от своего проклятия оборотни, борющиеся с себе подобными демоны и тому подобные.